# Championnat de Tunisie de football 1954-1955
Navigation
Saison précédente Saison suivante
La saison 1954-1955 du championnat de Tunisie de football est la huitième édition de la première division tunisienne à poule unique qui se dispute au niveau national, le championnat d'excellence. Les douze meilleurs clubs tunisiens jouent les uns contre les autres à deux reprises durant la saison, à domicile et à l'extérieur.
Cette année, le titre est remporté pour la quatrième fois d'affilée par le Club sportif de Hammam Lif.

## Clubs participants
- Club africain
- Club athlétique bizertin
- Club sportif de Hammam Lif
- Club sportif gabésien
- Club tunisien
- Espérance sportive de Tunis
- Étoile sportive du Sahel
- Olympique de Tunis
- Patriote de Sousse
- Patrie Football Club bizertin
- Sfax railway sport
- Union sportive de la marine de Ferryville[1]

## Classement[2]
| Rang | Équipe                                    | Pts | J  | G  | N | P  | Bp | Bc | Diff |
| ---- | ----------------------------------------- | --- | -- | -- | - | -- | -- | -- | ---- |
| 1    | Club sportif de Hammam Lif (T, C)         | 56  | 22 | 15 | 4 | 3  | 62 | 18 | +44  |
| 2    | Espérance sportive de Tunis               | 54  | 22 | 13 | 6 | 2  | 51 | 23 | +28  |
| 3    | Club africain                             | 50  | 22 | 12 | 4 | 6  | 44 | 29 | +15  |
| 4    | Étoile sportive du Sahel                  | 48  | 22 | 11 | 4 | 7  | 33 | 19 | +14  |
| 5    | Club athlétique bizertin                  | 45  | 22 | 9  | 5 | 8  | 30 | 25 | +5   |
| 6    | Patriote de Sousse                        | 44  | 22 | 8  | 6 | 8  | 32 | 32 | 0    |
| 7    | Olympique de Tunis                        | 44  | 22 | 8  | 6 | 8  | 38 | 39 | -1   |
| 8    | Sfax railway sport                        | 43  | 22 | 7  | 7 | 8  | 36 | 40 | -4   |
| 9    | Union sportive de la marine de Ferryville | 40  | 22 | 7  | 4 | 11 | 29 | 35 | -6   |
| 10   | Club tunisien                             | 37  | 22 | 4  | 7 | 11 | 29 | 58 | -29  |
| 11   | Patrie Football Club bizertin             | 34  | 22 | 4  | 4 | 14 | 30 | 55 | -25  |
| 12   | Club sportif gabésien (P)                 | 33  | 22 | 4  | 3 | 15 | 15 | 56 | -41  |

## Meilleurs buteurs
- Ali Ben Jeddou (CSHL) : 15 buts
- Abdelkrim Ben Rebih (CSHL) : 14 buts
- Abderrahmane Ben Ezzedine (EST) : 13 buts
- Habib Mougou (ESS) et Laaroussi Dhaou (OT) : 12 buts
- Georges Paraskevas (SRS) : 11 buts
- Mejri Henia, Boubaker Haddad (CAB) et Taoufik Ben Slama (CT) : 10 buts

## Portrait du champion

### Comité directeur
- Président : Khaireddine Azzouz
- Vice-président et trésorier : Mongi Afchar
- Vice-président : Mohamed Ben Dana
- Secrétaire général : Abdelaziz Ayat
- Secrétaire général adjoint : Hédi Khemissi
- Conseiller permanent : Mokhtar Ben Salah
- Secrétaire administratif : Naceur Gzom
- Trésorier adjoint : Béchir Bouassida
- Membres : Abdelaziz Béhi, Béji Caïd Essebsi, Cherif Sbaouelji, Habib Aouididi et Messaoud Chennaoui
- Entraîneur : Habib Draoua

### Joueurs
- Abdelhafidh Bazine et Abdessalem Kraïem (GB), Ahmed (alias Hammouda) Azzouna, Mustapha Mennaoui (alias Askri), René Compiano, Mustapha Chennoufi, Ali Zgouzi, Gaetano Chiarenza, Noureddine Ben Ismail (alias Didine), Abdelkader Bouzerar, Ali Ben Jeddou, Abdelkrim Ben Rebih (alias Krimou), Moncef Klibi, Amor Laâfif, Saad Karmous, Ahmed Azzouz, Mejri Henia

### Buteurs
- Ali Ben Jeddou (15 buts), Abdelkrim Ben Rebih (14), Mejri Henia (10), Moncef Klibi (8), Abdelkader Bouzerar (4), Hassen Chabri et Ali Zgouzi (3), Saad Karmous, Amor Laâfif, Mustapha Chennoufi, Ahmed Azzouna et Ahmed Azzouz (1)

## Division d'honneur
Les champions des trois poules de la division d'honneur sont :
- Poule Nord : Stade tunisien
- Poule Centre-Sud : Union sportive de Gabès
- Poule Sud-Ouest : Sporting Club de Gafsa

Ces trois clubs ainsi que le deuxième de la Poule Nord, l'Union sportive tunisienne, participent à des barrages. Le Stade tunisien, qui l'emporte tour à tour sur l'Union sportive de Gabès (3-1), le Sporting Club de Gafsa (7-0) et l'Union sportive tunisienne (2-1), monte en division d'excellence alors que l'Union sportive tunisienne, qui a terminé deuxième, doit jouer des barrages contre l'avant-dernier de la division d'excellence, le Patrie Football Club bizertin. Cependant, ce dernier qui gagne (5-2) puis fait match nul (1-1) garde sa place parmi l'élite.

## Source
- Rubrique sportive des journaux La Dépêche tunisienne, La Presse de Tunisie et Le Petit Matin de la saison sportive 1954-1955